# Michael Heubach
Pour les articles homonymes, voir Heubach.
Michael Heubach (né le 4 octobre 1950 à Leipzig) est un musicien et compositeur de rock allemand.

## Biographie
Michael Heubach prend des cours de piano à cinq ans et, remarqué par son talent d'improvisation, est envoyé dans une école spéciale de musique à Halle-sur-Saale à 13 ans. Tout en étudiant, il commence à composer, d'abord dans le domaine classique. Il crée des pièces pour piano et une commande pour le Festival Haendel de Halle-sur-Saale.
En plus de sa formation en musique classique, il joue de la musique de bal dans des groupes amateurs pendant ses années d'école.
Après ses études, Heubach devient musicien professionnel et commence comme claviériste dans le Klaus Renft Combo, où il donne au groupe sa touche personnelle avec l'arrangement du succès Wer die Rose Ehrt, et ses premières compositions rock sont produites pour la Rundfunk der DDR.
Un an plus tard, il rejoint la Bürkholz-Formation. Le groupe, auquel appartenaient Thomas Bürkholz, Wolfgang « Suhle » Zahn, Heinz Geisler, Frank Czerny et Hans-Jürgen Beyer aux côtés de Heubach, est considéré comme le groupe le moins adapté pour l'État soviétique. La majorité des compositions originales de ce groupe, dont une cantate rock, sont de Heubach. La première de ses compositions est publiée par le label Amiga avec Sei kein Vulkan et Finden wir uns neu. En raison des nombreuses émeutes pendant les concerts du groupe, la plupart des membres du groupe sont interdits de se produire le 20 juillet 1973. Bürkholz se sépare du groupe. Heubach peut continuer sa carrière sans entrave. En 1973, il rejoint le  Horst-Krüger-Band pendant une courte période. Il enregistre le titre Tagesreise qu'il avait composé pour Bürkholz-Formation. Il est publié deux fois par Amiga, en 1975 avec le Horst-Krüger-Band et en 1979 avec Lift.
Lorsque la tension de l'interdiction de Bürkholz-Formation s'apaise et que les dirigeants de la RDA commencent à accepter le rock, Heubach tente de faire revivre le groupe et fonde son premier groupe, Automobil, début 1974. Nina Hagen est choriste du groupe ; Heubach l'avait découverte comme chanteuse dans l'orchestre d'Alfons Wonneberg. Heubach écrit cinq compositions pour Automobil, dont le titre Du hast den Farbfilm vergessen, qui rend Nina Hagen célèbre. En 1975, Nina Hagen quitte le groupe spontanément et rejoint Fritzens Dampferband. Comme Automobil est devenue liée au nom de Nina Hagen pour le public, Heubach dissout le groupe et revient chez Lift en octobre 1975.
Heubach compose des titres tels que Tochter Courage, Und es schuf der Mensch die Erde et Wasser und Wein. En novembre 1978, lors d'une tournée à travers la Pologne, il y a un accident de voiture dans lequel ses collègues Gerhard Zachar et Henry Pacholski sont mortellement blessés et lui-même, qui était au volant, grièvement blessé.
Après un an de récupération et un court intermède avec Veronika Fischer, Heubach rejoint Ute Freudenberg & Gruppe Elefant en tant que claviériste début 1980. Le groupe reçoit des offres pour travailler à l'Ouest. Mais Heubach n'a pas le droit de partir, en raison de l'accident, et doit quitter le groupe en 1981.
À partir de 1980, il est un mentor pour les jeunes interprètes du Komitee für Unterhaltungskunst, comme Elke Martens. Pour eux, il crée le groupe d'accompagnement Megaphon, qui se sépare en 1983 en raison des fréquentes absences de Martens demandées par l'administration.
En 1984, Heubach revient dans Lift, le groupe avec lequel il est le plus susceptible de réaliser ses propres idées musicales. Le chanteur et batteur Werther Lohse et Till Patzer reviennent au concept de groupe de type chanson après une phase orientée jazz. Outre Heubach, Hans Wintoch est dans Lift à cette époque.
En 1985, Michael Heubach quitte le groupe et travaille désormais exclusivement comme compositeur et producteur de musique indépendant.

## Filmographie
- 1975 : Heute ist Freitag (TV)
- 1979 : Kennst du das Land… Eine politische Revue (documentaire)
- 1982 : Komm mit mir nach Chicago (TV)
- 1985 : Die Geschichte vom goldenen Taler (TV)
- 1985 : Der Staatsanwalt hat das Wort: Vaters Frau (TV)
- 1987 : Der Staatsanwalt hat das Wort: Um jeden Preis (TV)
- 1987 : Merkwürdiges Beispiel einer weiblichen Rache (TV)
- 1988 : Die Weihnachtsgans Auguste

## Source de la traduction
- (de) Cet article est partiellement ou en totalité issu de l’article de Wikipédia en allemand intitulé « Michael Heubach » (voir la liste des auteurs).